# Leave it all to me
"Leave It All to Me" is de eerste single van Miranda Cosgrove, tevens de herkenningsmelodie van haar serie iCarly op Nickelodeon. Drake Bell zingt mee in het nummer. Een verkorte versie wordt gebruikt voor de titelsong. Dezelfde verkorte versie werd in 2021 tevens als titelsong voor de nieuwe gelijknamige serie gebruikt.

## Clip
De clip debuteerde bij de aflevering van iCarly op 24 mei 2008 op Nickelodeon. In het eerste shot wordt een laptop afgebeeld met de website icarly.com. Miranda Cosgrove, Jennette McCurdy, Nathan Kress, Drake Bell en Jerry Trainor zijn in allerlei shots aan het dansen en zingen op de website. Ook worden er video's van andere kinderen gebruikt, die dansen op het nummer. Na tweeënhalve minuut zoomt de camera uit van de laptop.

## Hitnotering
| Lijst (2008)           | Positie |
| ---------------------- | ------- |
| U.S. Billboard Hot 100 | 100     |
| U.S. Billboard Pop 100 | 83      |